# Secteur pavé de Warlaing à Brillon
Le secteur pavé de Warlaing à Brillon est un secteur pavé de la course cycliste Paris-Roubaix situé dans la commune de Warlaing avec une difficulté actuellement classée trois étoiles.
Le secteur est emprunté sur 1 400 m lors de la 5e étape du Tour de France 2014 dans le sens inverse de l'habituel tracé de Paris-Roubaix. Il est le septième des neuf secteurs traversés de l'étape. Il est de nouveau parcouru en 2022, lors de la 5e étape, sur la totalité de sa longueur.

## Caractéristiques
- Longueur : 2 400 m
- Difficulté : 3 étoiles
- Secteur n° 16 (avant l'arrivée)